# Steve Davis (Bassist)
Steve Davis (* 1929 in Philadelphia; † 21. August 1987 ebenda) war ein US-amerikanischer Jazzbassist, der vor allem um 1960 aktiv war. Er war auch unter seinem islamischen Namen Syeed Luquman Abdul bekannt.

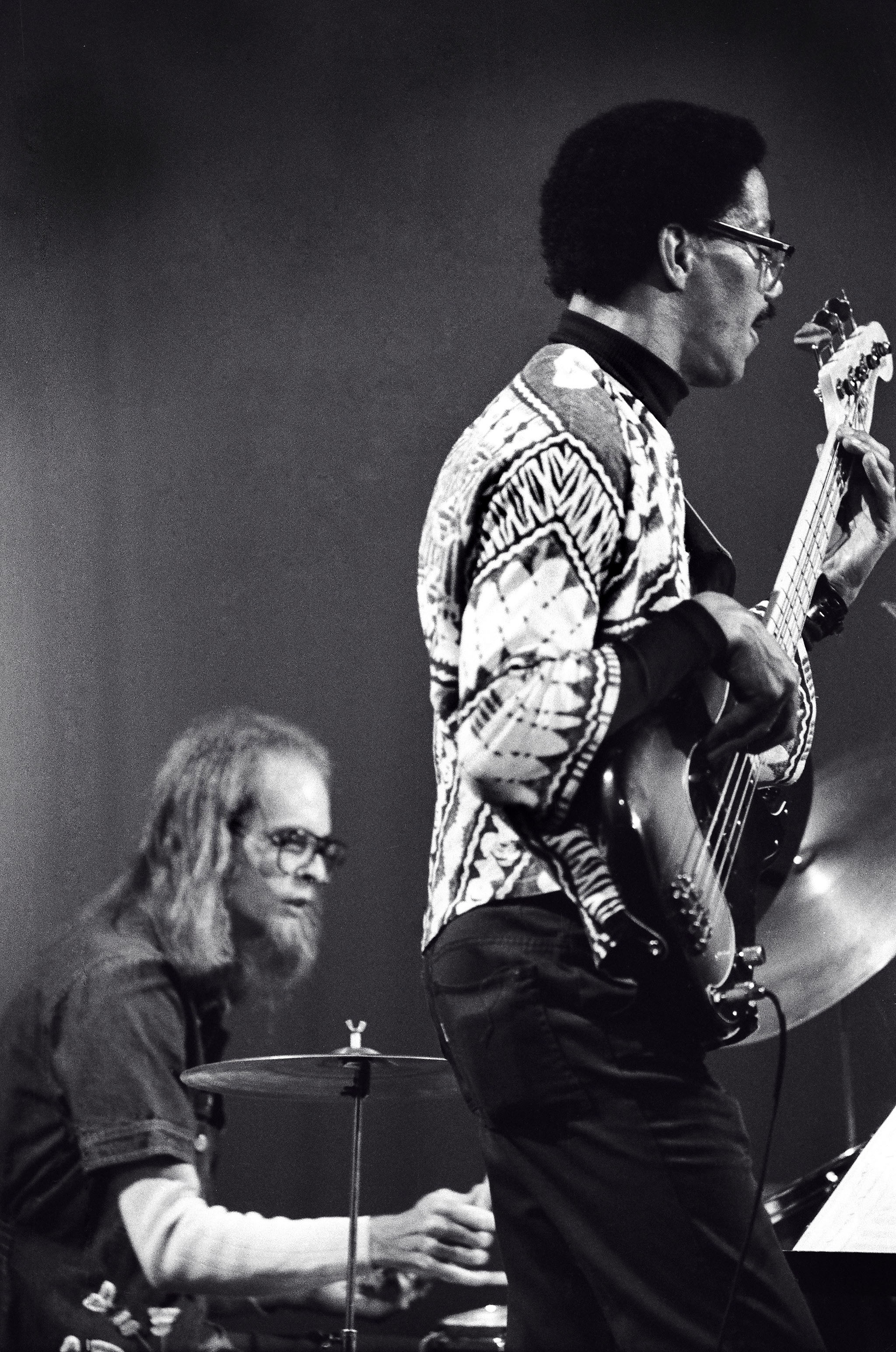
Steve Davis (rechts an der Bassgitarre, 1976)

## Leben
Davis war seit 1947 als Bassist rund um Philadelphia mit den Bands von Joe Sewell, Charles Coker und Calvin Todd aktiv. Dann trat er in New York City mit Lester Young und Sonny Stitt auf. 1955 wurde er am selben Wochenende wie Jimmy Heath wegen Besitzes von Heroin verhaftet. Vier Jahre später war er zurück auf der Szene. Er war verheiratet mit der Sängerin Khadijah (der Schwägerin von McCoy Tyner) und war mit Coltrane befreundet. Im Sommer 1960 gehörte er mehrere Monate zum Quartett von John Coltrane, mit dem er mehrere Wochen in der New Yorker Jazz Gallery und in Philadelphia auftrat, und war im Oktober 1961 unter anderem an der Einspielung des Albums My Favorite Things beteiligt.
Er war auch an Aufnahmen von Chuck Mangione (Hey Baby!), McCoy Tyner Nights of Ballads & Blues, Eddie Jefferson und James Moody beteiligt. Mit Moody arbeitete er von 1961 bis 1962.

## Diskographie
- John Coltrane My Favorite Things (Atlantic 1960)
- John Coltrane Coltrane Plays the Blues (Atlantic 1960)
- John Coltrane Coltrane’s Sound (Atlantic 1960)
- James Moody Cookin' the Blues (Argo, 1961)